# Мануйленко Максим Русланович
Макси́м Русла́нович Мануйленко (нар. 16 липня 1993, Макіївка, Донецька область) — український футзаліст, вінгер клубу «Славута».

## Біографія
З дитинства грав у футбол і в сім років батьки записали Максима на секцію футболу, яка була в його школі. Першим тренером став Анатолій Ступников. З дев'яти років займався футболом у донецькому «Металурзі», разом зі своїм майбутнім партнером по «ЛТК» Володимиром Разувановим. Коли Мануйленку виповнилося 13 років, він почав грати в юнацькому чемпіонаті України, але через півроку прийшов новий тренер і він залишив «Металург». В 14 років перейшов в іншу команду, яка грала в першій лізі юнацького чемпіонату.
Ще через рік і знову разом з Володимиром Разувановим почав займатися футзалом в Макіївці у Равіля Фахретдінова у молодіжці «Шахтаря». У 16 років став володарем Кубка України у своїй віковій групі, а у 17 років став срібним призером чемпіонату. Після розпаду «Шахтаря» потрапив в іншу донецьку команду «ДЮСШ-5-Мегапром», яка виступала у Першій лізі. 2012 року зіграв два матчі за юніорську збірну України (U-19). Наступний сезон команда провела у чемпіонаті міста Донецька, але, не заважаючи на це, Максим отримав запрошення до молодіжної збірної на матчі зі збірною Франції і в першому з них відзначився дублем. Весною 2013 року тренувався з «Єнакієвцем», але, оскільки не мав шансів закріпитися в основному складі, обрав пропозицію «ЛТК» і на початку липня підписав угоду з луганським клубом.
У липні 2019 року перейшов в «Ураган».

## Нагороди і досягнення

### Індивідуальні
- Учасник матчу всіх зірок Екстра-ліги: 2018[9]
- Автор найкращого голу туру: 10 тур Екстра-ліги сезону 2016/17[10]

### Статистика виступів
Інформація станом на 24 вересня 2013 року
| Сезон     | Клуб                        | Ліга        | Чемпіонат | Чемпіонат | Кубок | Кубок |
| Сезон     | Клуб                        | Ліга        | Ігри      | Голи      | Ігри  | Голи  |
| --------- | --------------------------- | ----------- | --------- | --------- | ----- | ----- |
| 2011—2012 | «ДЮСШ-5-Мегапром» (Донецьк) | Перша ліга  | 14        | 10        | 0     | 0     |
| 2013—2014 | «ЛТК» (Луганськ)            | Екстра-ліга | 1         | 0         | 0     | 0     |